# Takako Tate
Takako Tate (jap. タテタカコ, Tate Takako; * 24. Juli 1978 in Iida, Präfektur Nagano) ist eine japanische Singer-Songwriterin, Komponistin und Pianistin.
Ihre Lieder sind geprägt durch die Dominanz des Klaviers und eine individuelle Gesangsstimme. Oft werden zurückhaltend elektronische Klänge, Alltagsgeräusche oder andere Instrumente in die Kompositionen integriert. Klare und eingängige Melodiebögen sind ein wesentliches Kennzeichen der Lieder Takako Tates.

## Kurzbiografie
Takako Tate wurde 1978 in Iida, Präfektur Nagano geboren. Sie absolvierte die Kunitachi-Musikhochschule in Tachikawa (nahe Tokio).
2004 übernahm sie in dem hochgelobten Film Nobody Knows des Regisseurs Hirokazu Koreeda die Nebenrolle einer Mini-Markt-Angestellten. Zu diesem Film steuerte Takako Tate das Lied Hōseki (宝石) bei, das auch auf ihrem ersten Album Sora enthalten ist.

## Diskografie (Auswahl)
- 2003: へんぺいそく (Hempei soku; Independent-CD)
- 2004: そら (Sora; CD)
- 2005: 裏界線 (Ura kaisen; CD)
- 2005: 稜線の彼方へ (Ryōsen no kanata e; CD+DVD)
- 2006: Native Soil (Independent-CD in Zusammenarbeit mit der Band Beagles)
- 2007: ワスレナグサ (Wasurenagusa; CD-Single)
- 2007: イキモノタチ (Ikimonotachi; CD)
- 2007: 羊・狼 (Hitsuji, Ōkami; CD+DVD, Liveaufnahme)
- 2008: 敗者復活の歌 (Haisha fukkatsu no uta; CD+DVD)
- 2008: しろいうま (Shiroi uma; CD-Single)
- 2010: ハルキテク オッ タ アヨロ (Harkitek or ta ayoro; CD)
- 2010: 解体ヨエコショー (Kaitai yoekoshō; DVD)
- 2013: 人 (Rén; CD)
- 2016: 業 (Guo; CD)
- 2018: 人 (Hito; CD)
- 2019: 十 (Tou; CD)
- 2021: 箋 (Sen; CD)

## Filmografie
- 2004: Nobody Knows (Dare mo shiranai) (Nebenrolle)